# Geestemünder SC
Der Geestemünder SC ist ein Fußballverein aus dem Bremerhavener Stadtteil Geestemünde. Die erste Mannschaft der Männer spielte gegen Ende des Zweiten Weltkriegs zwei Jahre in der damals erstklassigen Gauliga Osthannover. Die erste Mannschaft der Frauen nahm einmal am DFB-Pokal teil.

## Geschichte
Der Verein wurde im Mai 1904 als SC Unterweser gegründet und nahm am 23. Juni 1904 den heutigen Namen an. Nach dem Zweiten Weltkrieg floss der GSC in die SG Schifferdorferdamm ein, der sich 1945 zunächst in Schwarz-Weiß Bremerhaven umbenannte und im Januar 1949 wieder den heutigen Namen annahm.
Die ersten Erfolge des GSC waren die Unterwesermeisterschaften 1909 und 1910. In der Qualifikation zur Norddeutschen Meisterschaft unterlag man jedoch dem Bremer SC bzw. Werder Bremen. 1919 und 1920 gelang schließlich die Qualifikation für die Norddeutsche Meisterschaft, wo der GSC 1919 in der ersten Runde an Borussia Harburg bzw. 1920 im Viertelfinale an Arminia Hannover scheiterte. 1928 stieg die Mannschaft aus der erstklassige Westkreisliga ab und verschwand fünf Jahre später nach Einführung der Gauliga Niedersachsen in der Drittklassigkeit. 1943 wurde der GSC in die neu geschaffene Gauliga Osthannover aufgenommen. 
Nach dem Zweiten Weltkrieg erreichten die Geestemünder von 1949 bis 1954 die höchste Bremer Amateurliga und rutschte nach 16 Jahren Verbandsliga nach einer 0:2-Entscheidungsspielniederlage gegen den TSV Wulsdorf in die Bezirksliga ab. Daraufhin wurde der GSC zu einer Fahrstuhlmannschaft. 1982 gelang unter Spielertrainer Rolf Kaemmer mit 60:0 Punkten der Aufstieg in die Landesliga Bremen, wo auf Anhieb der Durchmarsch in die Verbandsliga gelang. Fünf Jahre Mittelmaß folgten, ehe zwei Abstiege in Folge den Verein in die Bezirksliga zurückbrachten. Zwischen 1994 und 1997 erreichte der GSC nochmal die Landesliga an. Im Jahre 2015 ging es hinunter in die Kreisliga.
Die Fußballerinnen des GSC erreichten in der Saison 2007/08 den DFB-Pokal. Dort unterlag die Mannschaft in der ersten Runde dem 1. FC Union Berlin mit 0:11. Im Ligenspielbetrieb treten die GSC-Kickerinnen in der Verbandsliga Bremen an.